# Croquet

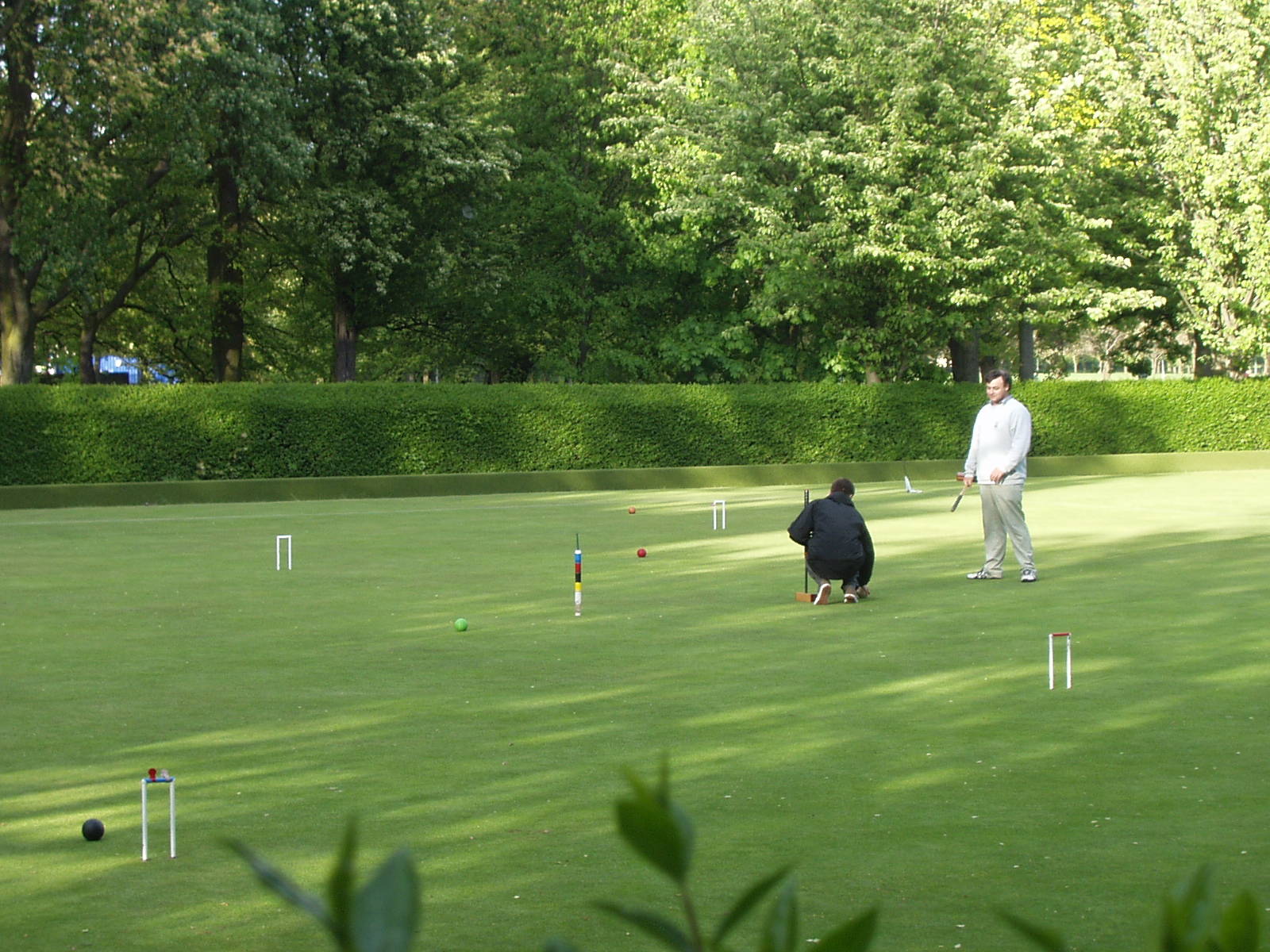
Campo de croquet no Reino Unido

O croquet ou cróquete (ou croqué, no Brasil), também conhecido como toque-emboque, é um jogo de recreação, sendo posteriormente transformado em esporte, que constitui em golpear bolas de madeira ou plástico através de arcos encaixados no campo de jogo. Aparentemente o jogo foi inventado na Irlanda por volta de 1830, sendo um derivado do golfe. Na Inglaterra em 1850, era passatempo dos aristocratas e, mais ou menos vinte anos depois em 1870, expandiu-se pelas colônias britânicas. Atualmente é jogado no Canadá, Estados Unidos, Austrália e França e nunca chegou a se popularizar como esporte pelo mundo, sendo mais praticado como recreação. O jogo aparece no desenho animado Wicket Wacky, do Pica-Pau.

## Competição

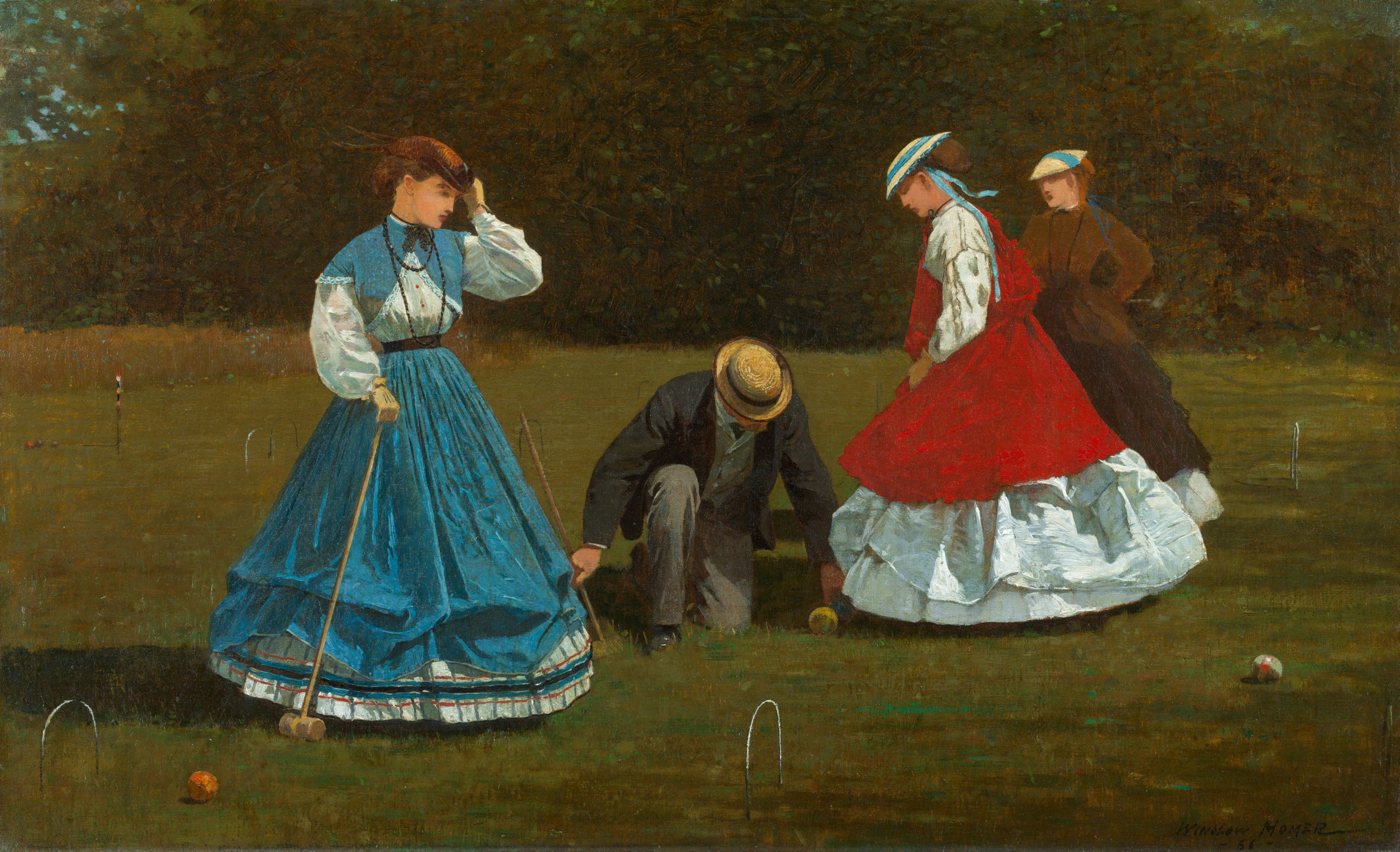
Um jogo de croquet. Winslow Homer, Croquet, 1864

A maior notoriedade do croquet foi sua única participação como modalidade olímpica durante os Jogos de 1900, em Paris. Nos Jogos Olímpicos seguintes em Saint Louis, o roque, uma variação do croquet, foi disputado. O mais conhecido clube de croquet é o All England Lawn Tennis and Croquet Club, originalmente All England Croquet Club, sede do famoso torneio de tênis de Wimbledon.
Uma variedade de esportes derivados do croquet surgiram ao longo do tempo, com diferentes sistemas de disputa e regras. Duas formas do jogo, o Association Croquet e o Golf Croquet são as mais conhecidas, tendo praticantes em diversos países do mundo. Outras variantes como o Mondo Croquet, o eXtreme Croquet e o Bicycle Croquet contam com fiéis adeptos.